# 미라 무라티
미라 무라티(알바니아어·영어: Mira Murati, 1988년 12월 16일~)는 알바니아의 엔지니어, 연구원 및 기술 경영자이며 2018년부터 오픈AI의 최고기술책임자(CTO)을 역임 중이다.

## 어린 시절과 교육
무라티는 1988년 12월 16일 알바니아의 블로러에서 태어났다. 공산주의 정권이 무너졌을 때 두 살이었고 그 기간에 발생한 모든 불확실성과 변화로 인해 그녀는 과학, 특히 수학 이후의 진리에 대한 열정을 갖게 되었다. 수학에 대한 그녀의 열정과 관심은 내내 계속되었다. 그녀는 많은 올림피아드와 수학 대회에 참가한 학창 시절을 보냈다.
16세에 무라티는 장학금을 받고 캐나다 브리티시 컬럼비아 주 밴쿠버섬에 있는 피어슨 유나이티드 월드 칼리지 오브 퍼시픽(Pearson United World College of the Pacific)에서 고등학교를 다녔으며 2005년에 졸업했다. 무라티는 학부 교육을 위해 콜비 칼리지에 다녔고 다트머스 대학교를 다녔다.

## 경력

### 초기 경력
무라티는 2013년 전기 자동차 회사 Tesla에 합류하기 전에 잠시 조디악 에어로스페이스(Zodiac Aerospace)에서 근무했으며, 그곳에서 모델 X(Model X) 개발에 중요한 역할을 했다. 2016년부터 2018년 OpenAI에 합류할 때까지 그녀는 증강 현실 스타트업인 립 모션(Leap Motion, 현 울트라립, Ultraleap)에서 근무했다.

### 오픈AI
무라티는 2018년에 연구원으로 오픈AI에 합류했으며 나중에 최고 기술 책임자(CTO)가 되어 회사의 ChatGPT, Dall-E 및 코덱스에 대한 작업을 이끄는 동시에 회사의 연구, 제품 및 안전 팀을 감독했다. 무라티는 고급 AI 모델 및 도구 개발을 포함하여 OpenAI의 다양한 프로젝트의 기술 발전과 방향을 감독하는 일을 담당하고 있다. 그녀의 작업은 GPT(Generative Pretrained Transformer) 시리즈 언어 모델과 같은 OpenAI의 가장 주목할만한 일부 제품의 구축, 진행 및 배포에 중요한 역할을 했다. 그녀의 작업에는 AI 기술의 책임감 있고 윤리적인 사용을 옹호하면서 기계 학습의 경계를 넓히는 것도 포함된다.
2023년 11월 17일, 샘 올트먼이 갑작스럽게 해임된 후 무라티가 OpenAI의 임시 CEO직을 잠시 맡았다. 그녀는 3일 후 에멧 시어(Emmett Shear)로 교체되었고, 올트먼이 축출된 지 5일 만에 복직되었을 때 에멧 시어가 교체되었다(그 후 무라티는 CTO로 복귀했다).
마이크로소프트의 CEO 사티아 나델라는 업계 전반에 걸쳐 떠오르는 리더를 인정하는 2023 타임 100 넥스트 목록에 무라티에 대해 작성하면서 "그녀는 기술 전문 지식, 상업적 통찰력, 사명의 중요성에 대한 깊은 이해를 바탕으로 팀을 구성하는 능력을 입증했다"라고 말했다. 그는 계속해서 "결과적으로 미라는 ChatGPT, DALL-E, GPT-4를 포함하여 우리가 본 것 중 가장 흥미로운 AI 기술을 구축하는 데 도움을 주었다."라고 말했다.